# Andradit
Andradit är kalcium-järngranat och finns liksom övriga granater i rundade kubisk former. Det kan vara som dodekaedrar eller som korniga massor eller invuxna klumpar. Färgen varierar kraftigt från svart (”melanit”) via gulgrön (”topazolit”) till rödbrun.
Den ädla varieteten ”demantoid” kan vara skarpt grön på grund av små mängder krom. Vanligast är färgerna gult, brunt och rödbrunt.

## Förekomst
Andradit är ett vanligt mineral i skarn bildade genom metamorfos i kontakt med kalksten eller kalciumhaltiga, magmatiska bergarter. I synnerhet förekommer denna granat i järnrika skarn, t.ex. i anslutning till de mellansvenska skarnjärnmalmerna.
Fyndigheter är också kända på många ställen som Italien, Uralbergen, Arizona och Kalifornien i USA samt i Ukraina.
Den beskrevs första gången år 1868 i Drammen i Norge och namngavs efter den brasilianska mineralogen José Bonifácio de Andrada e Silva, född 1763, död 1838.

### Allmänna källor
- Bonniers naturguider, Bergarter och mineral, 2005